# Rhyl
Rhyl [rɪl] (walisisch Y Rhyl [ə ˈr̥ɨl]) ist ein Seebad mit dem Status einer Community in Denbighshire, Wales. Der Ort liegt innerhalb der Grenzen der traditionellen Grafschaft Flintshire an der Mündung des River Clwyd an der walisischen Nordostküste. Westlich von Rhyl liegen der Vorort Kinmel Bay, das Seebad Towyn und Abergele, östlich Prestatyn und südlich Rhuddlan. Im Jahr 2011 hatte Rhyl 25.149 Einwohner. Die Agglomeration Abergele-Rhyl-Prestatyn hat über 60.000 Einwohner.

## Geschichte

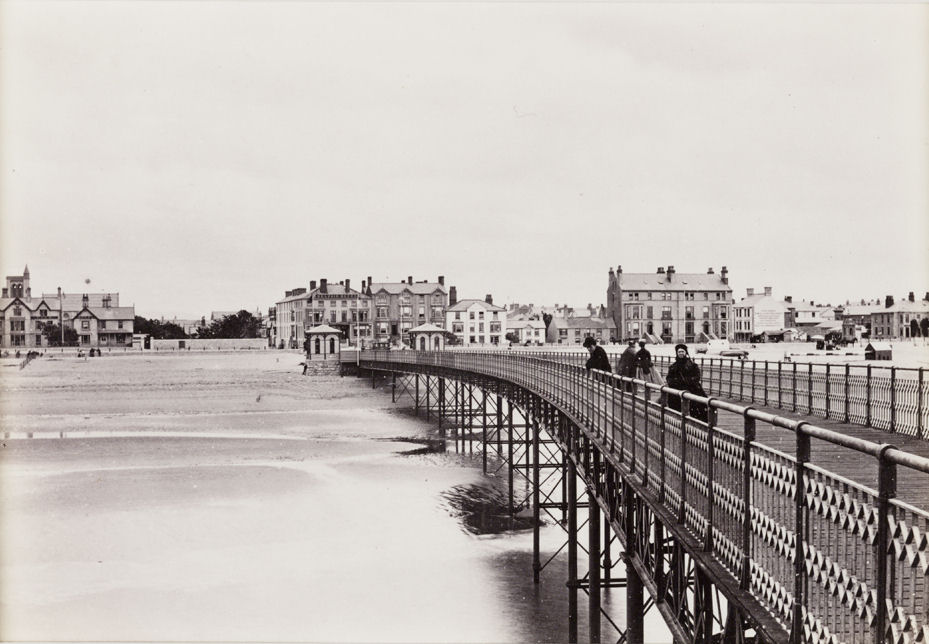
Rhyl von der Seebrücke gesehen, um 1880

Die Herkunft des Ortsnamens Rhyl ist umstritten. Deutungsversuche führen ihn unter anderem auf walisisch Yr Heol („Die Straße“) oder Ty’n yr haul („Haus an der Sonne“) zurück.
Bis in die 1830er Jahre war Rhyl ein Fischerdorf. Durch seine zunehmende Bedeutung als Badeort wuchs Rhyl im 19. Jahrhundert beträchtlich. 1861 hatte Rhyl 2965 Einwohner; es wurden Hotels, eine Promenaden-Seebrücke (1867), eine Kirche und Kapellen für verschiedene Glaubensgemeinschaften gebaut. Die Seebrücke (Rhyl Pier) war ursprünglich 2355 Fuß (718 Meter) lang und verfügte über eine eigene Eisenbahn. Nach Schäden durch einen Brand und Stürme war sie zu Beginn des 20. Jahrhunderts in einem zunehmend schlechteren Zustand und seit 1913 aus Sicherheitsgründen geschlossen. 1930 wurde die Seebrücke verkürzt wieder eröffnet. Als sie 1966 erneut geschlossen wurde, war sie nur noch 330 Fuß (gut 100 Meter) lang. 1973 wurde sie abgerissen.
Das ausgehende 20. Jahrhundert war für Rhyl eine Zeit des Niedergangs. Im Jahre 2000 wurde das West End von Rhyl als das sozial benachteiligtste Gebiet in Wales bezeichnet. Seither wurde in Projekte zur Steigerung der Attraktivität von Rhyl für Einheimische und Touristen investiert, unter anderem mit Mitteln aus den EU-Strukturfonds.

## Verkehr
Rhyl hat einen Bahnhof an der North Wales Coast Line. Er wird von Zügen der Avanti West Coast bedient, die zwischen Holyhead und dem Londoner Bahnhof Euston verkehren, sowie von Transport for Wales mit Zügen nach Cardiff und Manchester.
Die Straße A548 verbindet Rhyl mit der A55 („North Wales Expressway“).

## Sehenswürdigkeiten

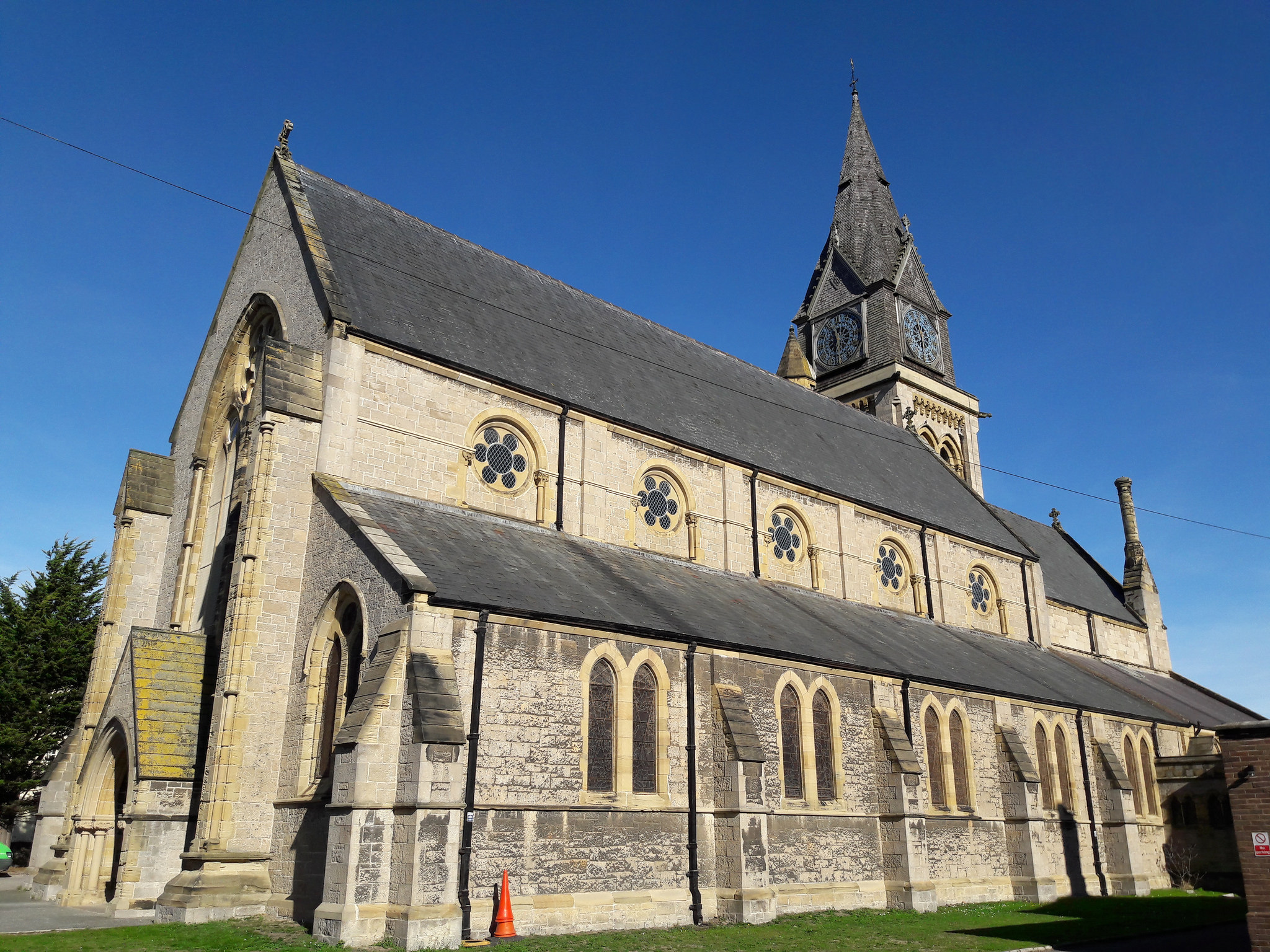
Pfarrkirche St. Thomas

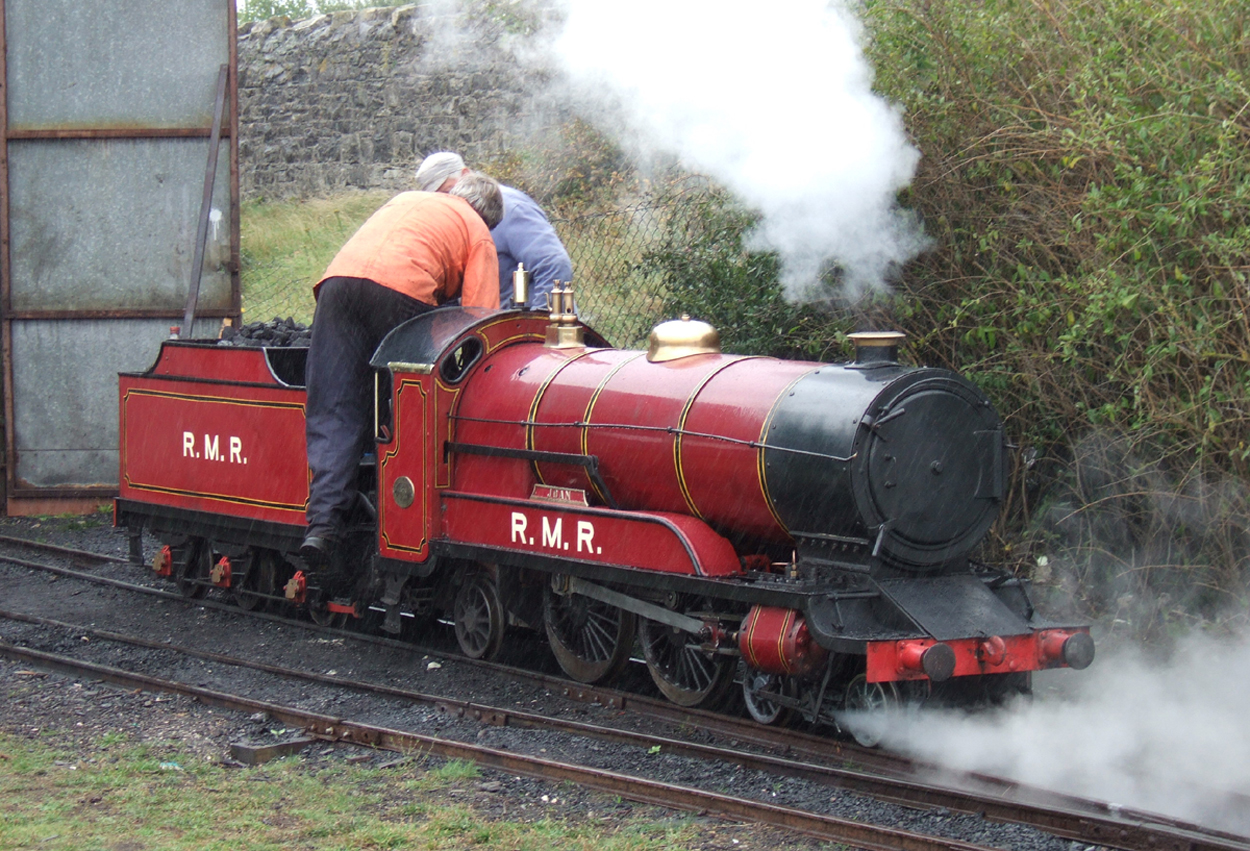
Rhyl Miniature Railway

Rhyl verfügt über mehrere denkmalgeschützte („listed“) Bauwerke der Kategorie Grade II. Die Pfarrkirche St. Thomas in der Bath Street ist als besonders bedeutendes Gebäude mit Grade II* in der Denkmalliste verzeichnet. Die neugotische Kirche ist ein Werk des Architekten George Gilbert Scott. Unter Denkmalschutz stehen unter anderem auch das Gebäude der Midland Bank, das Bahnhofsgebäude zusammen mit zwei Stellwerken und einer Telefonzelle, das Royal Alexandra Hospital, die baptistische Kirche an der Sussex Street, die Town hall, das Pub Swan an der Russell Road, ein Kriegsdenkmal und die Kirche der Presbyterian Church of Wales an der Clwyd Street.
Am Marine Lake, einem 1895 angelegten künstlichen See mit einer Fläche von 12 ha, befanden sich früher touristische Einrichtungen mit einem Vergnügungspark und einem Zoo. Nachdem der Vergnügungspark 1954 an den Ocean Beach verlegt worden war, wurden die Anlagen am Marine Lake in den 1960er Jahren entfernt. Die einzige verbliebene originale Touristenattraktion am Marine Lake ist die Parkeisenbahn Rhyl Miniature Railway, die um den See verkehrt und 1911 eröffnet wurde. Am See befinden sich auch ein Spielplatz und mehrere Wassersportvereine.
Der Vergnügungspark am Ocean Beach wurde 2007 geschlossen und die Einrichtungen abgerissen, da das Areal mit Wohngebäuden, Cafés und Pubs bebaut werden sollte. Dieses Projekt namens Ocean Plaza kam jedoch nicht zustande. Die Pläne für die Entwicklung des Gebiets wurden seither reduziert und beinhalteten unter anderem keine Wohngebäude mehr, da neue Regeln zur Vermeidung von Hochwasserschäden dies nun nicht mehr erlauben. Unter dem neuen Namen Marina Quay wurde es 2017 als Einkaufsviertel eröffnet.

## Sport
Der Fußballverein Rhyl FC wurde 2004 und 2009 walisischer Meister.

## Persönlichkeiten
- Edward Ross Wharton (1844–1896), Altphilologe und Genealoge
- Ruth Ellis (1926–1955), letzte in Großbritannien hingerichtete Frau
- Don Oakes (1928–1977), Fußballspieler
- Vernon R. Young (1937–2004), Biochemiker
- Barrie Rees (1944–1965), Fußballspieler
- Sara Sugarman (* 1962), Schauspielerin und Regisseurin
- Alexa Davies (* 1995), Schauspielerin